# Fehl-Ritzhausen
Fehl-Ritzhausen – miejscowość i gmina w niemieckim kraju związkowym Nadrenia-Palatynat, w powiecie Westerwald, wchodzi w skład gminy związkowej Bad Marienberg (Westerwald).